# Jukka
Jukka ist die finnische Variante des Vornamens Johannes.

## Bedeutung
Wie die hebräische Namenswurzel bedeutet der Name „der Herr ist gnädig“.

## Bekannte Namensträger

### Sport
- Jukka Heinikainen (* 1972), finnischer Bahn- und Straßenradrennfahrer
- Jukka Hentunen (* 1974), finnischer Eishockeyspieler
- Jukka Jalonen (* 1962), finnischer Eishockeyspieler und -trainer
- Jukka Kalso, finnischer Skispringer
- Jukka Keskisalo (* 1981),  finnischer Leichtathlet
- Jukka-Pekka Laamanen (* 1976), Eishockeyspieler
- Jukka Leino (* 1978), finnischer Skirennläufer
- Jukka Ollila (* 1973), finnischer Eishockeyspieler
- Jukka Piekkanen (* 1975), finnischer Wasserspringer
- Jukka Porvari (* 1954), finnischer Eishockeyspieler
- Jukka Raitala (* 1988), finnischer Fußballspieler
- Jukka Rauhala (* 1959), finnischer Ringer
- Jukka Sauso (* 1982), finnischer Fußballspieler
- Jukka Tammi (* 1962),  finnischer Eishockeytorhüter
- Jukka Vastaranta (* 1984), finnischer Radrennfahrer
- Jukka Vilander (* 1962), finnischer Eishockeyspieler
- Jukka Voutilainen (* 1980), finnischer Eishockeyspieler
- Jukka Ylipulli (* 1963), finnischer Nordischer Kombinierer

### Musik
- Jukka Karjalainen (* 1957), finnischer Sänger und Musiker
- Jukka Kuoppamäki (* 1942), finnischer Musiker und Liedermacher
- Jukka Nevalainen (* 1978), finnischer Schlagzeuger
- Jukka Perko (* 1968), finnischer Jazzsaxophonist
- Jukka Poika (* 1980), finnischer Reggaesänger
- Jukka-Pekka Saraste (* 1956), finnischer Dirigent
- Jukka Tiensuu (* 1948), finnischer Komponist, Cembalist, Dirigent und Pianist
- Jukka Tolonen (* 1952), finnischer Jazz-Gitarrist
- Jukka Backlund (* 1982), finnischer Musiker und Produzent

### Sonstiges
- Jukka Hiltunen (* 1965), finnischer Schauspieler
- Jukka Paarma (* 1942), finnischer Geistlicher
- Jukka Rangell (1894–1982), finnischer Sportfunktionär, Politiker und Ministerpräsident
- Jukka-Pekka Valkeapää (* 1977), finnischer Regisseur